# Kanton Aigurande
Kanton Aigurande (francouzsky Canton d'Aigurande) je francouzský kanton v departementu Indre v regionu Centre-Val de Loire. Tvoří ho devět obcí.

## Obce kantonu
- Aigurande
- La Buxerette
- Crevant
- Crozon-sur-Vauvre
- Lourdoueix-Saint-Michel
- Montchevrier
- Orsennes
- Saint-Denis-de-Jouhet
- Saint-Plantaire